# Liam Moore
Liam Moore (* 31. Januar 1993 in Loughborough) ist ein englisch-jamaikanischer Fußballspieler, welcher zuletzt bis Sommer 2023 beim FC Reading unter Vertrag gestanden hatte. In den Jahren 2021 und 2022 war er Nationalspieler von Jamaika. 

## Karriere

### Verein
Der aus der Jugendakademie des englischen Zweitligisten Leicester City stammende Liam Moore wechselte am 5. August 2011 auf Leihbasis zum Viertligisten Bradford City. Nur einen Tag später gab er sein Profidebüt bei einer 1:2-Heimniederlage gegen Aldershot Town. Bis zum 31. Dezember 2011 bestritt er siebzehn Ligaspiele in der Football League Two.
Nach seiner Rückkehr zu Leicester City gab er am 2. Januar 2012 sein Debüt für seinen Heimatverein bei einem 2:1-Auswärtserfolg über Crystal Palace. Zu Beginn der Football League Championship 2012/13 eroberte sich der 19-jährige Abwehrspieler einen Stammplatz beim Zweitligisten. Nach dem Verlust seines Stammplatzes wechselte Moore am 20. Februar 2013 auf Leihbasis bis zum Saisonende zum FC Brentford. Das Leihgeschäft beim Drittligisten endete jedoch am 30. März 2013 vorzeitig, als Leicester ihn zurückberief. Seit dem Saisonbeginn der Football League Championship 2013/14 wurde Moore von Trainer Nigel Pearson regelmäßig in der Defensive des Zweitligisten eingesetzt. Im Oktober 2013 wurde er zum besten Nachwuchsspieler des Monats September der Football League gewählt.

### Nationalmannschaft
Am 13. November 2012 debütierte Liam Moore für die englische U-21-Nationalmannschaft bei einem 2:0-Heimsieg über Nordirland.